# Adhaesozetidae
Adhaesozetidae zijn  een familie van mijten. Bij de familie zijn twee geslachten met vier soorten ingedeeld.